# Wiener Tonkünstler-Orchester

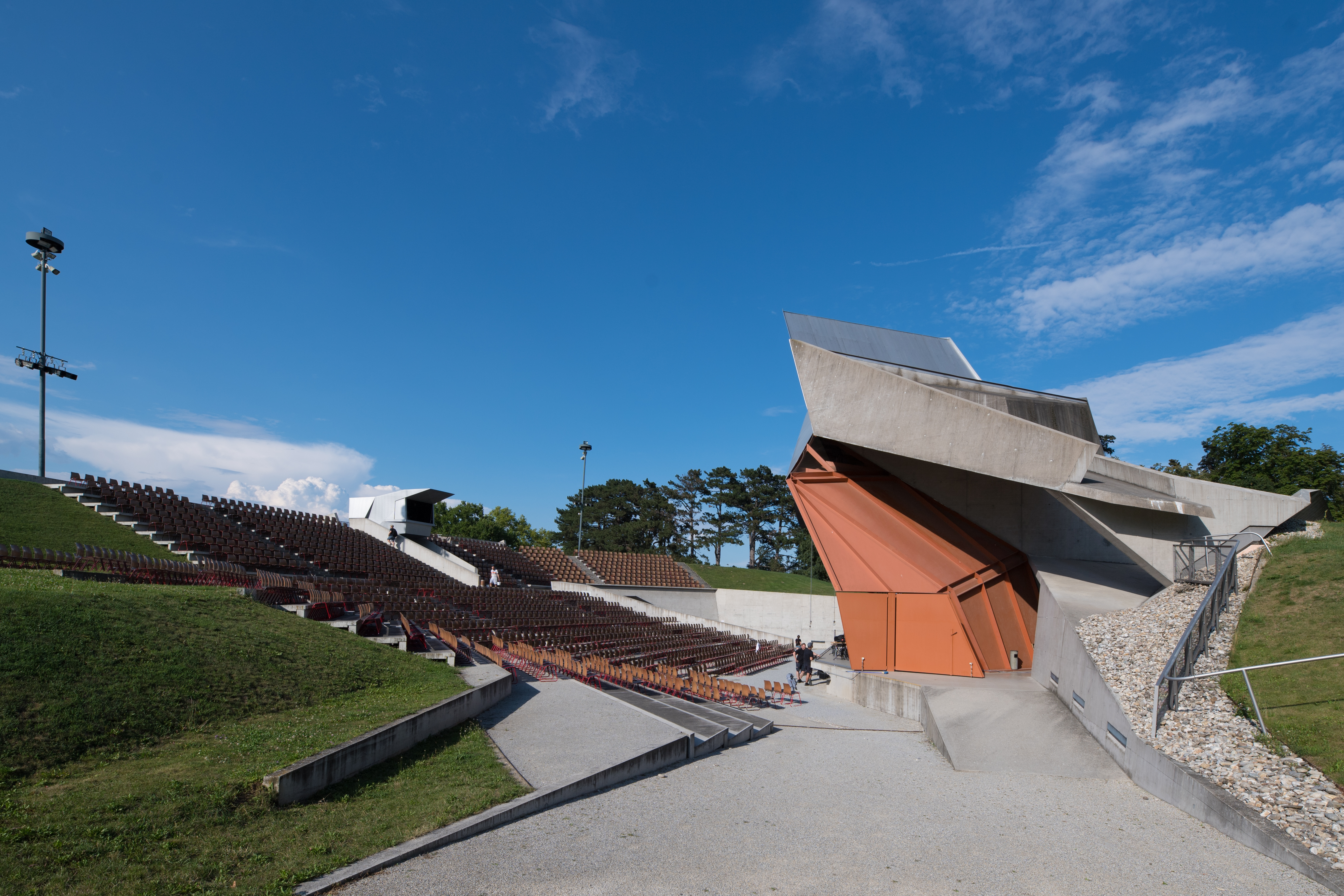
Wolkenturm Grafenegg

La Wiener Tonkünstler-Orchester era un'associazione di orchestre a Vienna, che esisteva fino dal 1933.

## Storia
L'istituzione precedente era la Tonkünstler-Sozietät, fondata nel 1771 su iniziativa del compositore Florian Leopold Gassmann. La partnership era quella di organizzare eventi musicali per il pubblico a Vienna. L'oratorio Betulia liberata, composto da Gassmann e presentato in anteprima il 19 marzo 1772, fu la prima rappresentazione della compagnia, il cui compito principale era quello di prendersi cura delle vedove e degli orfani dei membri defunti.
Il nome dell'orchestra risale a questa storica istituzione musicale e visse nella Wiener Tonkünstler-Orchester, fondata all'inizio del XX secolo, che tenne il suo primo concerto il 10 ottobre 1907 al Wiener Musikverein sotto la direzione di Oskar Nedbal, Hans Pfitzner e Bernhard Stavenhagen con opere di Goldmark, Grieg, Liszt e Beethoven. La Vienna Tonkünstler Orchestra ha fatto la storia della musica nel 1913 con la prima mondiale del Gurre-Lieder di Arnold Schönberg sotto la direzione di Franz Schreker. I concerti della domenica pomeriggio della Tonkünstler Orchestra sono stati molto apprezzati dal pubblico viennese. Durante la prima guerra mondiale, l'Orchestra del Tonkünstler e il cosiddetto Wiener Concertverein dovettero fondersi a causa di difficoltà materiali. Nel 1921 questa divenne l'Orchestra Sinfonica di Vienna, succeduta dalla Wiener Symphoniker. Tuttavia l'associazione dell'Orchestra Tonkünstler è rimasta in vita come organizzatore di concerti fino al 1933.